# دبلیوای‌اس‌پی-۱۱/اچ‌ای‌تی-پی-۱۰
دبلیوای‌اس‌پی-۱۱/اچ‌ای‌تی-پی-۱۰ یک ستاره است که در صورت فلکی برساوش قرار دارد.